# Aizoon sarmentosum
Aizoon sarmentosum là một loài thực vật có hoa trong họ Phiên hạnh. Loài này được L.f. mô tả khoa học đầu tiên năm 1782.